# Patyczka czarnozielona
Patyczka czarnozielona (Leotia atrovirens Pers.) – gatunek grzybów z rodziny patyczkowatych (Leotiacae).

## Systematyka i nazewnictwo
Pozycja w klasyfikacji według Index Fungorum: Leotia, Leotiaceae, Leotiales, Leotiomycetidae, Leotiomycetes, Pezizomycotina, Ascomycota, Fungi.
Po raz pierwszy takson ten zdiagnozował w roku 1822 Christian Hendrik Persoon.
Nazwa polska według Chmiel.

## Morfologia
Owocnik
Kapelusz jest zielony, w miarę dojrzewania staje się ciemnozielony. Kapelusz jest nierówny, w młodym wieku śluzowaty lub lepki. Nie ma blaszek. Owocniki są galaretowate.
Trzon może mieć kolor od jasnozielonego do ciemnozielonego.
Cechy mikroskopowe
Wysyp zarodników jest biały.

## Gatunki podobne
Tzw. patyczka lepka (Leotia lubrica). Ma taki sam kształt i rozmiary, różni się barwą oraz siedliskiem – występuje w lasach liściastych, iglastych i mieszanych.

## Występowanie i siedlisko
Zwykle rosną blisko siebie, w dużych lub małych skupiskach pod drzewami liściastymi. Rosną także na martwych pniach i wilgotnej glebie.
Występuje w Ameryce, Azji i Europie, w tym w Polsce.

## Zastosowanie
Jadalność tego grzyba nie jest znana.